# Александер (єпископ Кам'янця)
Александер (? — перед 1411) — релігійний діяч, перший латинський єпископ (біскуп) у Кам'янці-Подільському.
Правителі Поділля — князі Костянтин та Василь Коріятовичі — надіслали до Ватикану прохання заснувати у Кам'янці латинську кафедру. Після заснування у Кам'янці-Подільському дієцезії РКЦ Папа Урбан VI доручив продовжувати справу своєму легату — кардиналу, архиєпископу остергомському Деметріусу у 1379—1385 роках, у листі вказав кандидатом на посаду деякого А. Це був, дуже правдоподібно, перший кам'янецький єпископ РКЦ Александер, який тривалий час перебував на Поділлі, діяв схвально.
19 червня 1406 року разом з кам'янецьким плебаном перебував у Львові на з'їзді латинських єпископів чи синоді Галицької митрополії РКЦ. У грудні 1410 року в Папській курії розглядали справу призначення його наступника.